# PartyGaming
PartyGaming plc ist eine Onlinespielefirma. Sie wird an der London Stock Exchange im FTSE 250 Index gelistet. Das Hauptgeschäft der Firma war Onlinepoker über die Plattformen PartyPoker.com und -.net.
Der Hauptsitz des Unternehmens befindet sich in Gibraltar. PartyGaming wurde 1997 mit dem Start von Ruth Parasols Starluck Casino gegründet. Seit Februar 2006 wird von PartyGaming auch ein Onlinecasino sowie die Spiele Bingo (seit 2003) und Backgammon online betrieben. Seit dem Unlawful Internet Gambling Enforcement Act im Oktober 2006 werden keine US-Kunden mehr bedient.

## partypoker

Logo von partypoker

partypoker ist ein Onlinepokerraum, der von PartyGaming betrieben wird. Anders als bei partypoker.com darf bei partypoker.net nicht um Echtgeld, sondern lediglich um Spielgeld gepokert werden. Preisgeld wird nur für Gewinne von großen Turnieren ausgeschüttet. .net-Spieler können mit Spielgeldspielern von .com pokern.
Partypoker.com ist der Name des Echtgeld-Onlinepokerdienstes von PartyGaming. Der Pokerraum wurde 2001 gegründet und wuchs in weiterer Folge zu einem der größten Onlinecasinos weltweit an. Zeitweise sind einige zehntausend Pokerspieler online. Der international bekannte Pokerspieler Mike Sexton ist Sprecher des Anbieters.

### Team partypoker
Als Markenbotschafter fungieren neben einigen professionellen Pokerspielern auch ehemalige Profisportler. So war lange Zeit Boris Becker Testimonial und heute ist u. a. der ehemalige Boxer Carl Froch Markenbotschafter des Unternehmens. Aktuell umfasst das Team partypoker die folgenden 10 Spieler:
Stand: 12. März 2022
- John Duthie
- Yuri Dzivielevski
- Lilian Erdmann
- Carl Froch
- Kevin Hart
- Jeffrey Johnston
- Patrick Leonard
- Benjamin Pollak
- Jaime Staples
- Matt Staples

### Cash Games
Partypoker.com bietet die Pokervarianten No und Fixed Limit Texas Hold’em, Omaha high und Omaha Eight or Better sowie Seven Card Stud high und Seven Card Stud Eight or Better an.
Die Limits starten bei No und Pot Limit bei 0,02/0,04-$ und reichen bis 5/10-$. Bei Fixed Limits liegen die niedrigsten beziehungsweise höchsten Einsätze bei 0,05/0,10-$ beziehungsweise 30/60-$.

### Turniere
Partypoker.com stellt ein breit gefächertes Angebot an Turnieren. Die Palette reicht von kleinen Sit and Gos mit zehn Spielern zu Multi-Table-Turnieren mit einigen tausend Teilnehmern.
Vom 25. November bis 5. Dezember 2018 lief auf partypoker das Onlinepokerturnier mit dem bisher größten Preispool. Das 5300 Dollar teure Turnier garantierte ein Gesamtpreisgeld von 20 Millionen Dollar. Es lockte 4367 Spieler an, die damit einen Preispool von knapp 22 Millionen Dollar generierten.
Während der COVID-19-Pandemie im Jahr 2020 wurden auf partypoker die Poker Masters Online mit Buy-ins von mindestens 10.300 US-Dollar ausgespielt. Weiter beherbergte die Plattform Turniere der World Poker Tour sowie die Super High Roller Bowl Series, zu der auch der Super High Roller Bowl Online, das mit einem Buy-in von 102.000 US-Dollar bisher teuerste Online-Pokerturnier weltweit, gehörte.

### partypoker Live

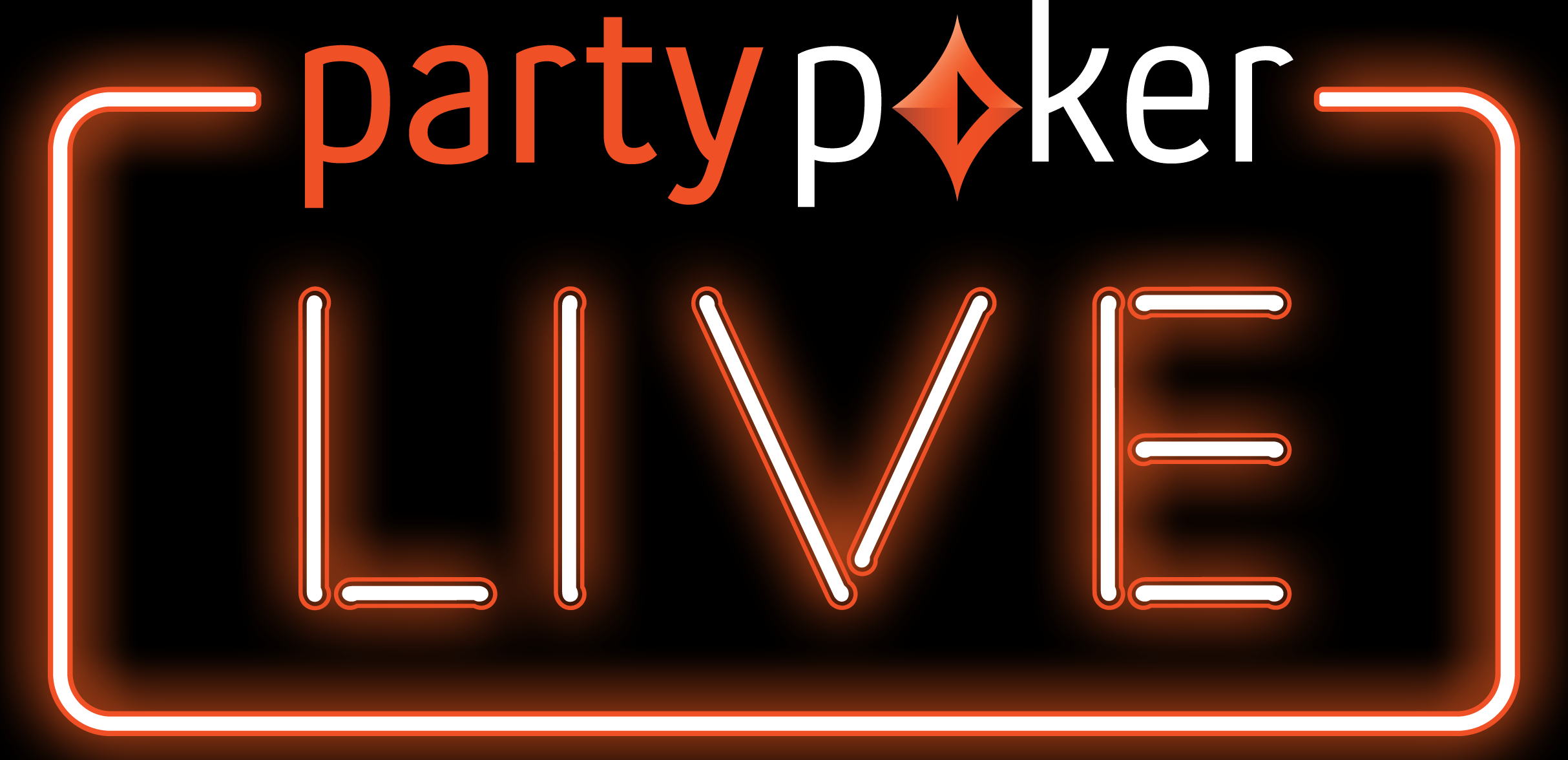
Logo von partypoker Live

Seit 2017 werden unter der Marke partypoker weltweit Live-Pokerturniere ausgetragen, bei denen Preispools von bis zu zehn Millionen US-Dollar garantiert werden.

## PartyCasino
PartyCasino.com ist die Online-Casino Seite von PartyGaming. Zunächst als Ergänzungsprodukt zum Onlinepoker-Raum von Partypoker.com gedacht, ist das PartyCasino seit seiner Gründung 2006 zu einem der größten Onlinecasinos im Internet gewachsen. Es werden ca. 130 Spiele sowohl im Flash-Casino als auch im Download-Casino angeboten. Darunter neben der Klassikern Roulette und Black Jack auch eine Vielzahl an Slot-Spielen. Darüber hinaus bietet das PartyCasino auch ein Live-Casino mit Live-Dealern an.

## Sonstiges
- PartyPoker.com bringt PartyGaming täglich Einnahmen in der Höhe von etwas weniger als 700.000 $.[9]
- PartyPoker.com sponsert den englischen Fußballklub Leyton Orient.
- Insgesamt wurden bereits alleine in Spielen um Echtgeld 7 Milliarden Hände ausgespielt, bei Partien um Spielgeld liegt diese Zahl bei etwa 50 Milliarden.
- PartyPoker.com ging aus PartyPoker.net hervor.